# Yankee (stripalbum)
Yankee is het tweede album van de stripreeks de jonge jaren van Blueberry van Jean-Michel Charlier (scenario) en Jean Giraud (tekeningen). Bij het verschijnen van de eerste druk van het album in 1979 werd het als 19e deel van de serie Blueberry uitgebracht. In de herdrukken die na 1994 verschenen werd het album als nummer twee ondergebracht in de aparte reeks "De jonge jaren van Blueberry"-delen.  Het album bevat drie korte verhalen die zich afspelen tijdens de Amerikaanse Burgeroorlog. De verhalen verschenen eerder in de Pep parade.

## Inhoud
- Vaarwel Redwood
- Tussen twee fronten
- Ter dood veroordeeld